# سارا گاما
سارا گاما (انگلیسی: Sara Gama؛ زادهٔ ۲۷ مارس ۱۹۸۹) بازیکن فوتبال اهل ایتالیا است.
از باشگاه‌هایی که در آن بازی کرده‌است می‌توان به باشگاه فوتبال زنان یوونتوس و باشگاه فوتبال زنان پاری سن ژرمن اشاره کرد.
وی همچنین در تیم ملی فوتبال زنان ایتالیا بازی کرده‌است.